# 马夫拉
Found day, Found population_density_km2, Found occasion, Found subregion, Found coor, Found params, 
38°56′12.48″N 9°19′39″W / 38.9368000°N 9.32750°W
马夫拉（Mafra）是葡萄牙里斯本區的一个城市，位于葡萄牙西海岸，2011年总人口76,685，位于里斯本西北方28公里处，主要以豪华的巴洛克风格的马夫拉宫著称，是一个旅游热点。诺贝尔奖获得者若泽·萨拉马戈从此得到灵感，创作小说《修道院纪事》（Baltasar and Blimunda）。另一个旅游目的地是海滨城镇Ericeira，以冲浪活动著称。连接里斯本市中心的A8高速公路通车后，通勤人口大为增加。

## 图片

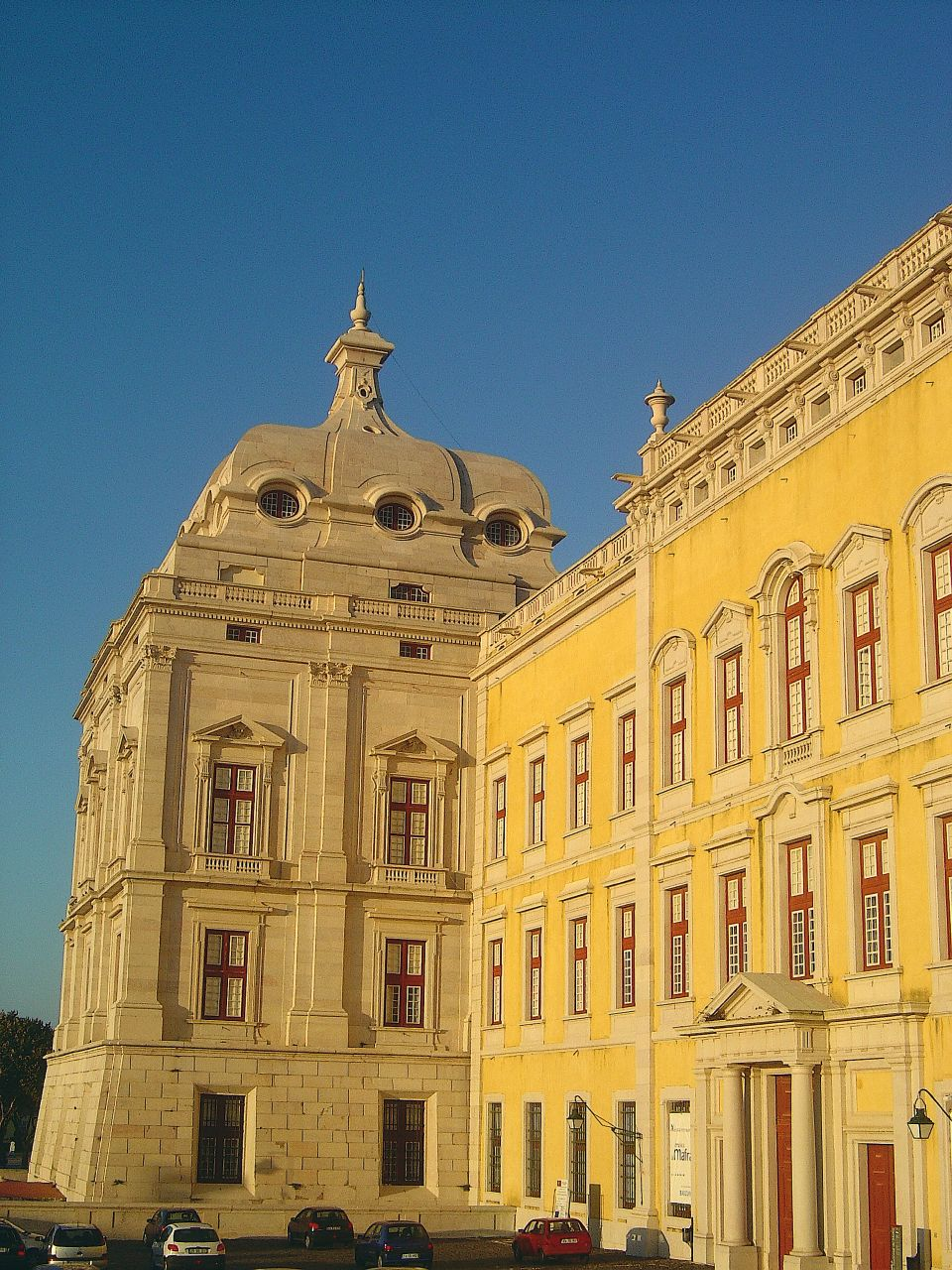
马夫拉宫
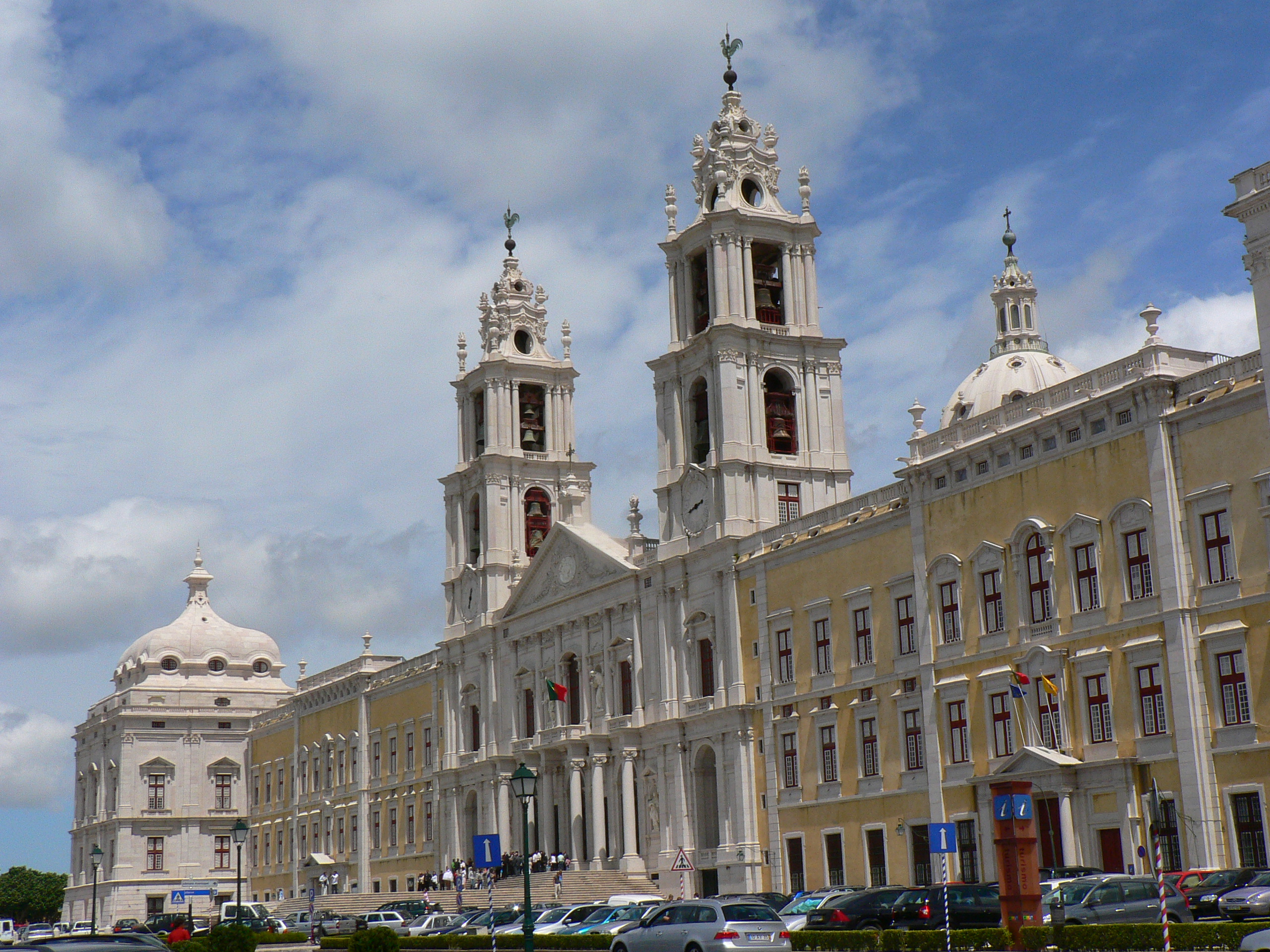
马夫拉宫
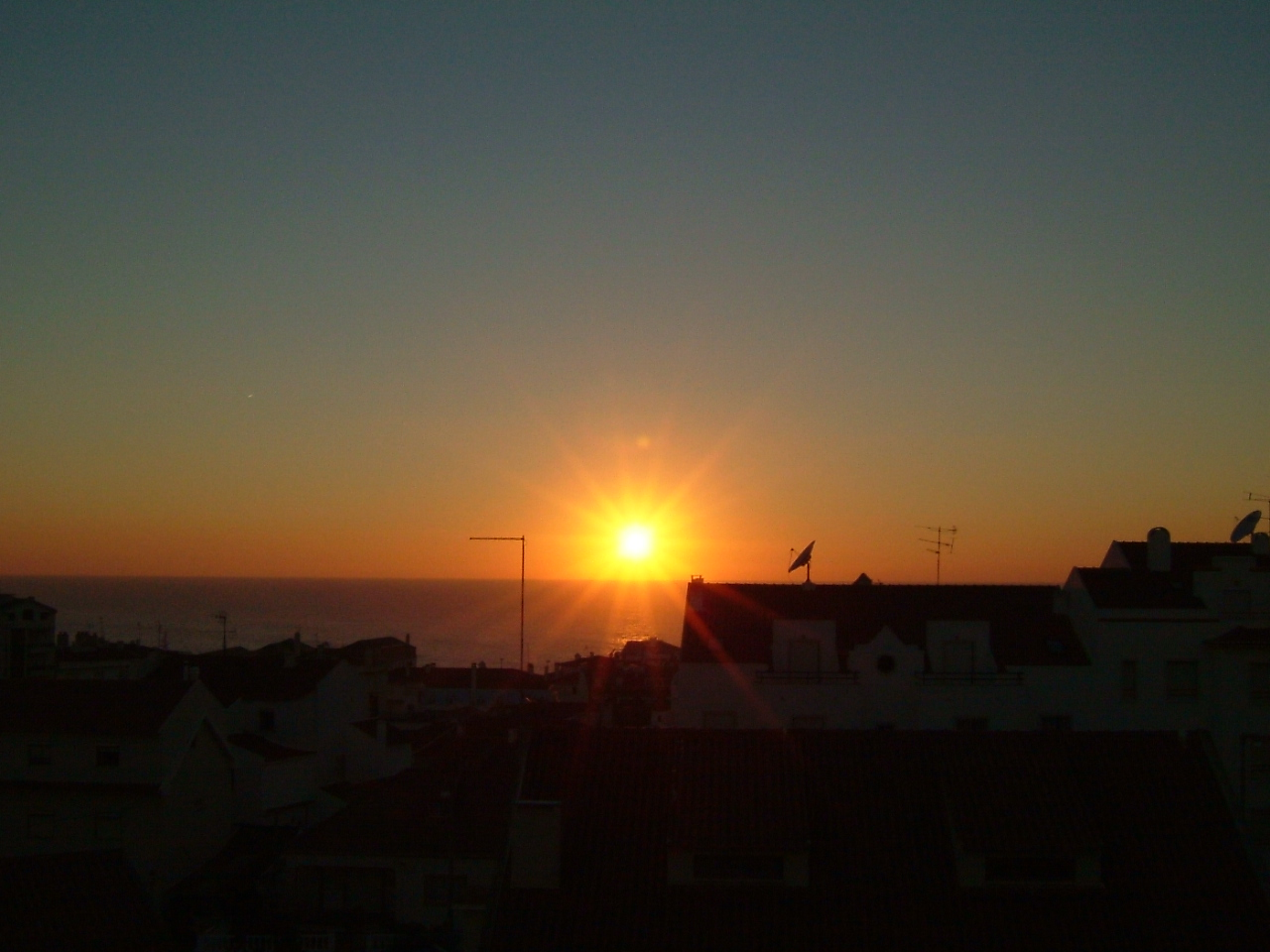
Ericeira日出